# Vittoria sul Sole
Vittoria sul Sole (in russo: Победа над Cолнцем?, Pobeda nad Solncem) è un'opera futurista russa che ebbe la sua prima nel 1913 al teatro Luna Park di San Pietroburgo.

## Storia

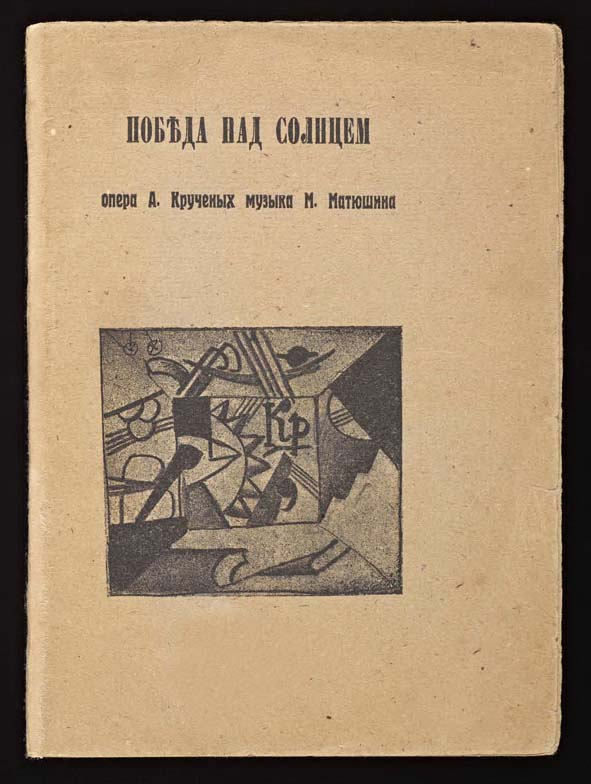
Copertina di Vittoria sul Sole, 1913

Al libretto, scritto in linguaggio zaum, contribuì Aleksej Eliseevič Kručënych; le musiche vennero scritte da Michail Vasil'evič Matjušin, il prologo venne aggiunto da Velimir Chlebnikov e lo scenografo fu Kazimir Severinovič Malevič.
La performance venne organizzata dal gruppo di artisti d'avanguardia Sojuz Molodëži ("Unione della gioventù"). L'opera divenne famosa in quanto fu l'evento per il quale Malevič fece il suo primo emblematico dipinto Quadrato nero, in seguito divenuto simbolo del Suprematismo.
L'opera era concepita per sottolineare i parallelismi tra testo letterario, colonna sonora e arte pittorica; presentava personaggi stravaganti come Nerone e Caligola nella stessa persona, il Viaggiatore attraverso tutte le epoche, il Parlatore al telefono, i Nuovi ecc.

## Accoglienza e critica
Il successo fu considerevole, benché il pubblico reagisse negativamente e violentemente alla cacofonia musicale. In seguito critici e storici ne riportano un'opinione negativa, fatta eccezione per l'opera di Malevič per scene e costumi. Alcuni attribuirono a quest'opera l'origine della pittura suprematista. Il carattere assurdo del libretto lo aveva ispirato con personaggi in forma di marionetta e insiemi di forme geometriche, che a loro volta influenzarono la recitazione degli attori. Si tratta di uno dei rari esempi in cui un gioco genera una nuova forma di visione, quindi un movimento pittorico.
Sull'opera venne realizzato un film documentario nel 1980.

## Rappresentazioni
La traduzione originale del 1980 dell'opera della poetessa Larisa Šmajlo fu rappresentata per la celebrazione della ricostruzione della prima opera futurista al Los Angeles County Museum of Art e alla Brooklyn Academy of Music. Fu messa in scena con scenografie digitali e musica sintetizzata alla Boston University il 23 aprile 2015.
Nel 2015, durante la fiera dell'Arte di Basilea, la fondazione svizzera Bayaler presentò la produzione dell'opera che venne rappresentata al Theater Basel il 17 giugno 2015, in una sorta di anteprima della mostra In Search of 0,10 – The Last Futurist Exhibition of Painting (4 ottobre 2015 - 10 gennaio 2016, Fondazione Bayaler).

## Galleria di Kazimir Severinovič Malevič

### Scenografie

Disegni delle scenografie
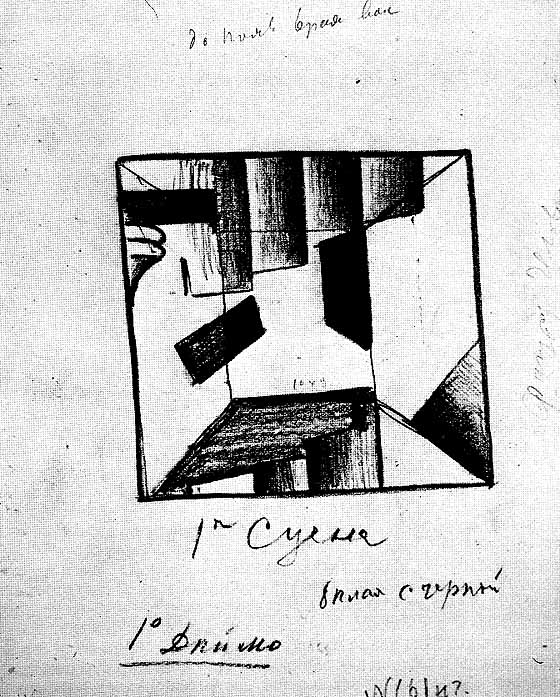
Atto 1, scena 1
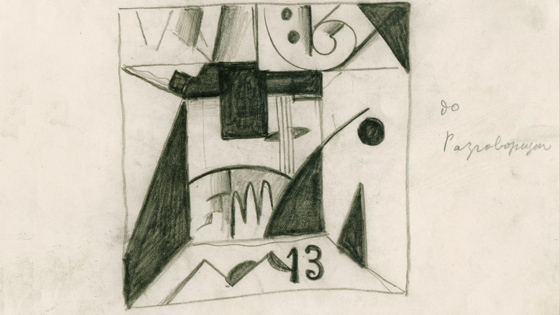
Atto 1 scena 3
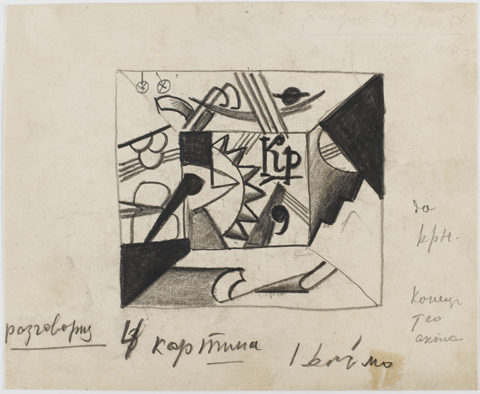
Atto 1, scena 4
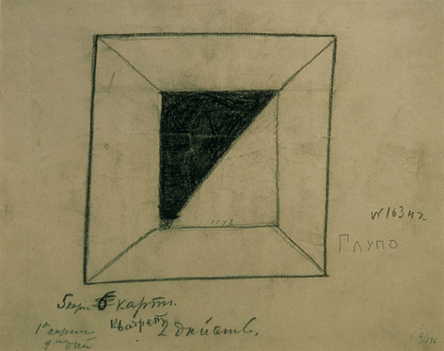
Atto 2, scena 1
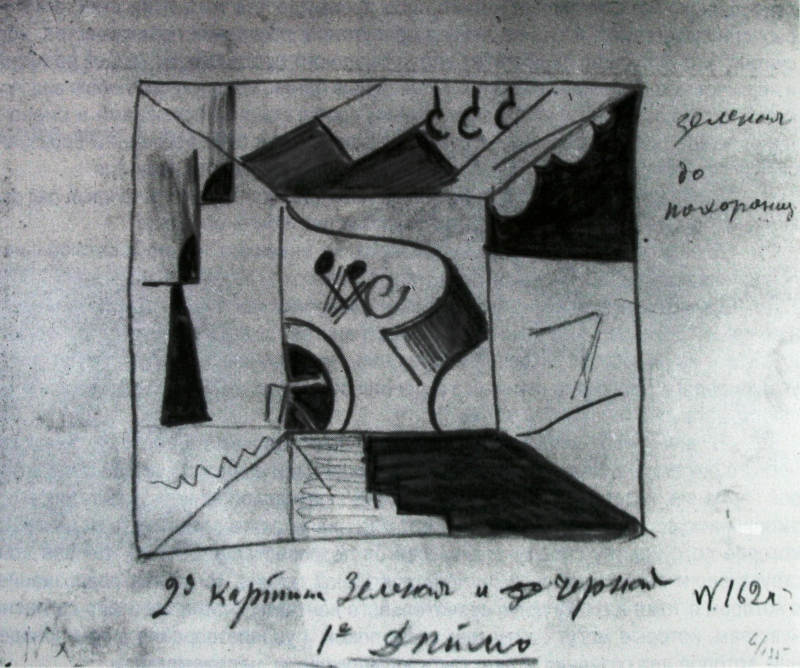
Atto 2, scena 2
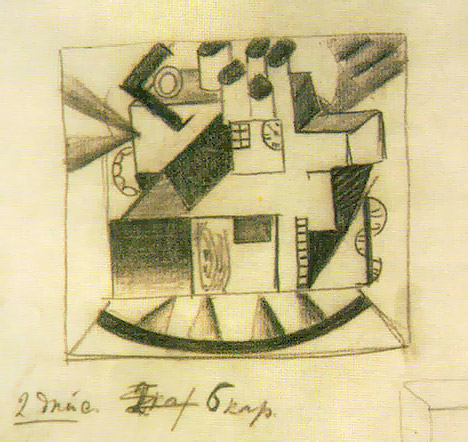
Atto 2, scena 5

### Costumi

Disegni per i costumi
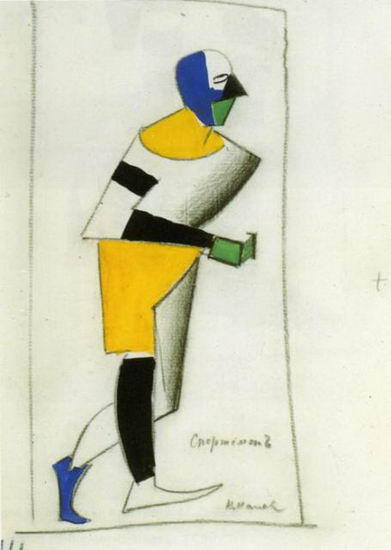
Lo Sportivo
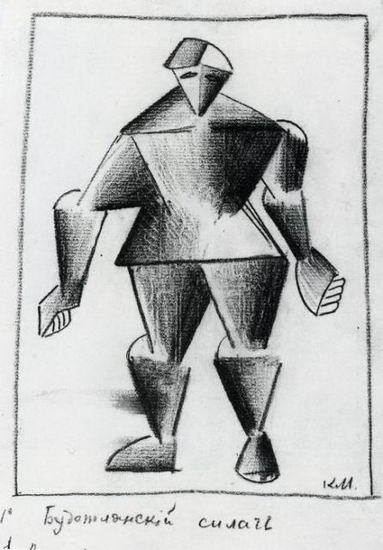
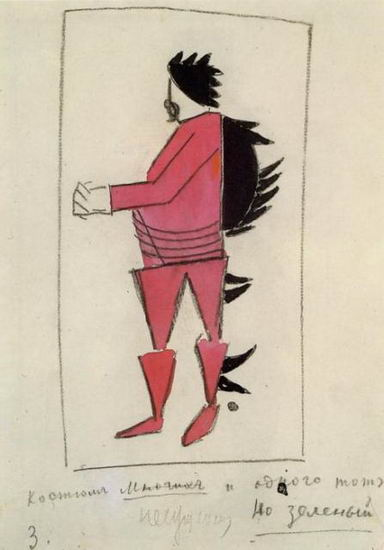
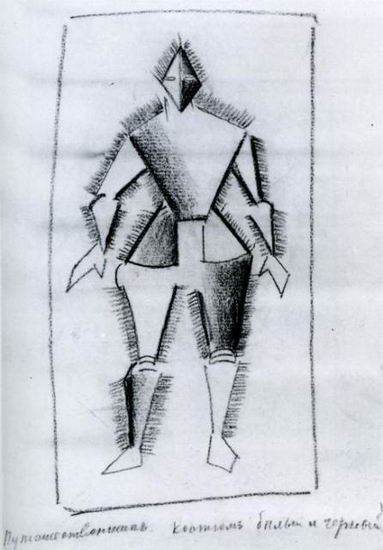
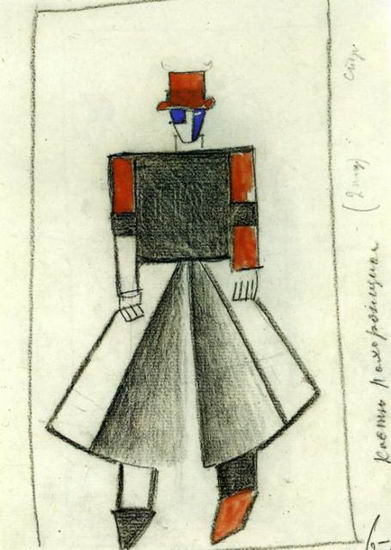
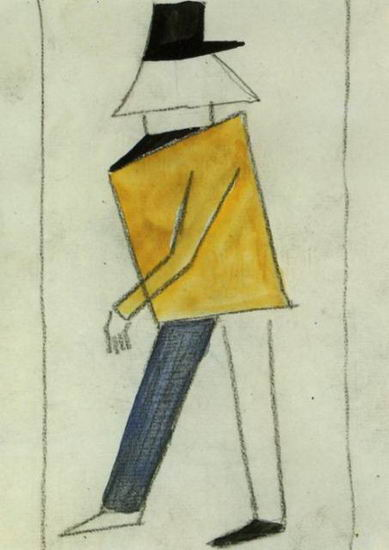
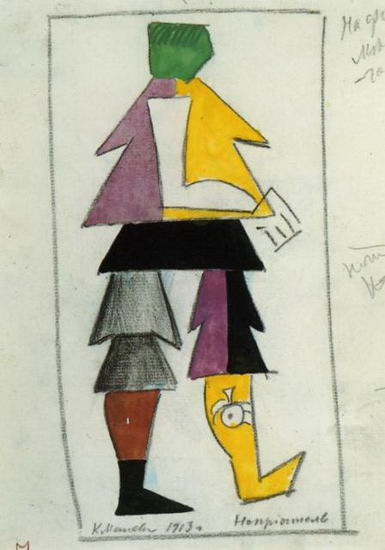
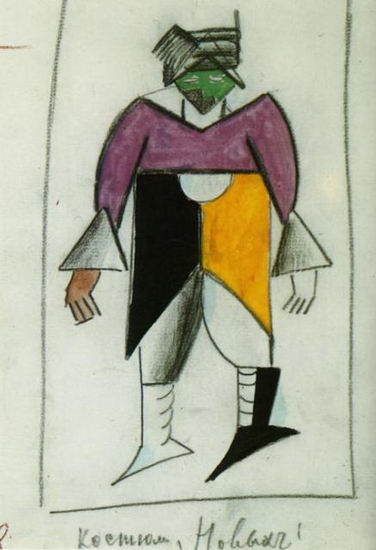
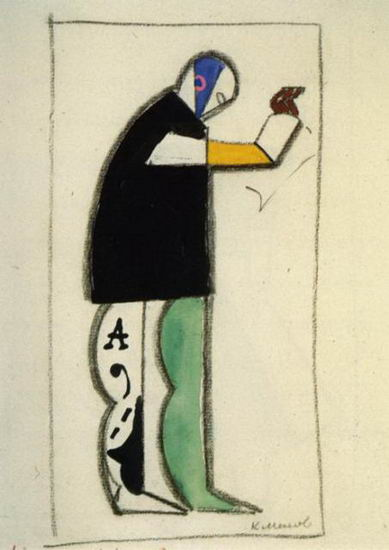
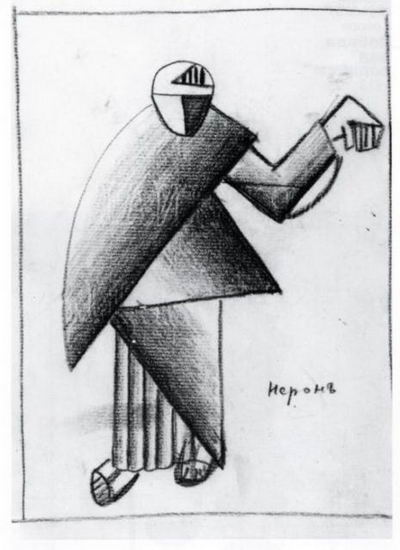
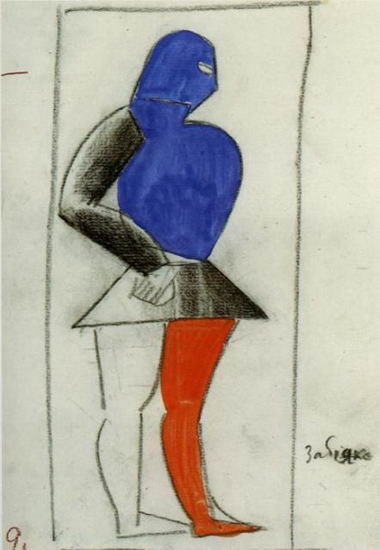
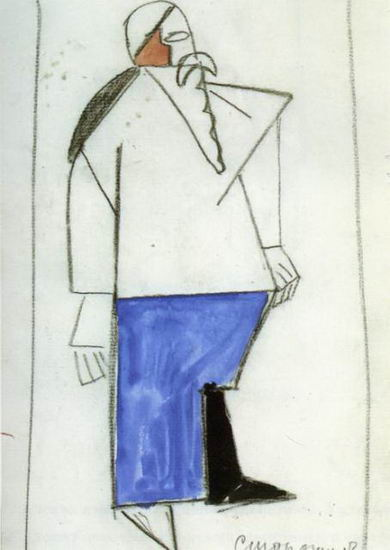
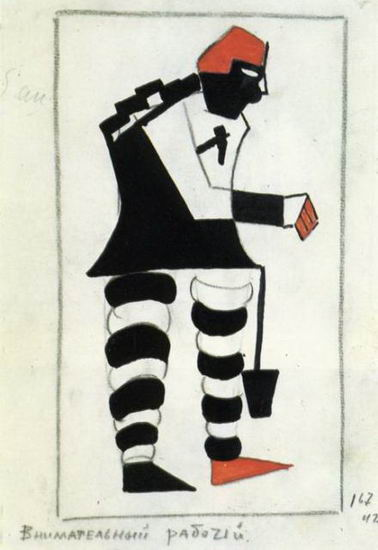
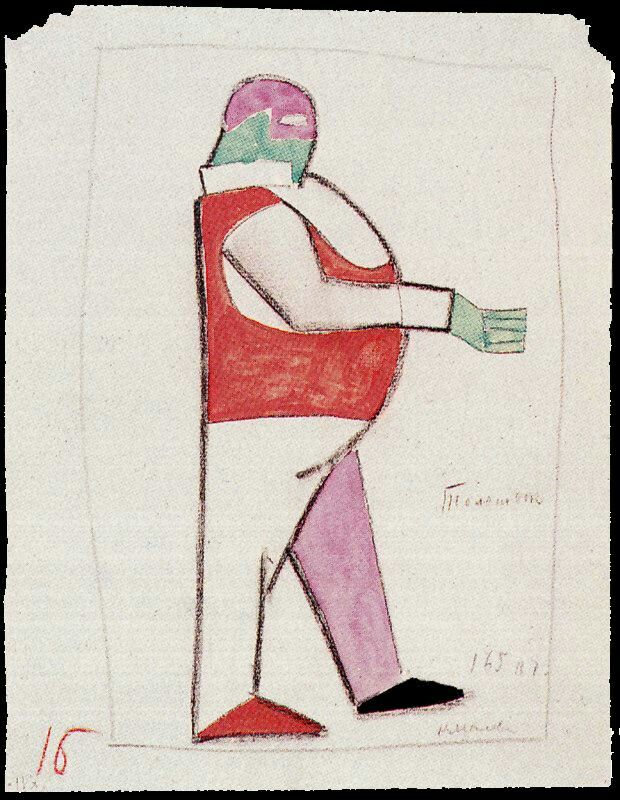
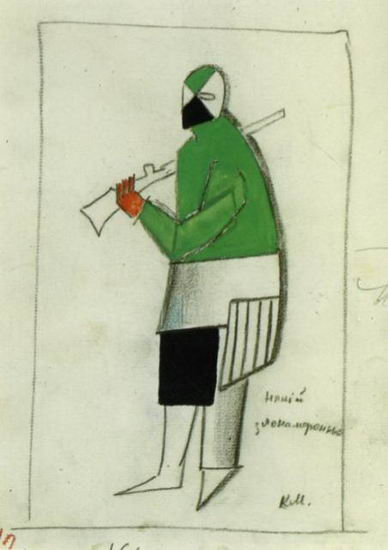
Il Male

### Traduzioni
- (EN)  Victory Over the Sun, a cura di Patricia Railing, traduzione di Evgeny Steiner, London: Artists.Bookworks, 2009, 2 voll. ISBN 978-0-946311-19-4.